# Певзнер, Михаил Наумович
Михаил Наумович Певзнер (род. 5 октября 1951 года, Конотоп, УССР, СССР) — российский учёный, доктор педагогических наук, профессор, директор Междисциплинарного центра открытого образования Новгородского государственного университета имени Ярослава Мудрого, вице-президент Международной академии гуманизации образования, заслуженный учитель РФ.

## Биография
Михаил Наумович Певзнер родился 5 октября 1951 года в городе Конотоп (Украина) в семье врачей. Окончив школу с золотой медалью, поступил на факультет иностранных языков в Смоленский государственный педагогический институт, который с отличием окончил в 1973 году. После выпуска начал работать учителем немецкого языка в Шумячской средней школе в Смоленской области. В 1975—1976 годах был инструктором по комсомольской работе воинской части № 6509, г. Каунас, Литовской ССР.
С 1976 по 1979 год он преподавал немецкий в новгородской школе № 8. В 1979 году Михаил Певзнер стал директором 27-й школы Новгорода.
С 1987 года учёный работал на кафедре педагогики Новгородского государственного педагогического института старшим преподавателем. Методически разрабатывал и преподавал курс «Этика и психология семейной жизни».
В 1992 году стал заведующим кафедрой педагогики, в 1993 — деканом психолого-педагогического факультета Института непрерывного педагогического образования Новгородского университета. Им была разработана и воплощена в жизнь концепция первого в России билингвального психолого-педагогического факультета. Певзнер М. Н. явлился инициатором апробации проектно-созидательной модели обучения в высшей школе.
С февраля 2006 года по 2021 год — проректор по международной деятельности НовГУ, ныне — директор Департамента международного сотрудничества НовГУ.
Под руководством М. Н. Певзнера были успешно реализованы международные образовательные проекты, финансируемые Европейской комиссией:
«Многоуровневая подготовка специалистов в области образовательного менеджмента в Новгородском государственном университете (бакалавриат-магистратура)» (2006—2009 гг., совместно с университетами г. Хильдесхайма, Дортмунда (Германия) и Кремса (Австрия));
«Сетевое взаимодействие университетов-партнеров в реализации многоуровневой системы подготовки и повышения квалификации 13 специалистов в области образовательного менеджмента» (2010—2013 гг., в составе консорциума 11 университетов Австрии, Республики Беларусь, Германии, Польши, России и Украины);
«Подготовка педагогов и образовательных менеджеров к работе с гетерогенными группами и организациями» (2013—2016 гг., в составе консорциума из 20 университетов и организаций Австрии, Республики Беларусь, Германии, Италии, России, Украины и Финляндии).

## Научая деятельность
Автор и соавтор более 200 публикаций, в том числе 40 изданных за рубежом, в том числе в ведущих научных изданиях, индексируемых в международных базах данных Web of Science, SCOPUS и ERIH, 19 монографий, 22 учебника и учебно-методических пособий.
Под руководством и научным консультированием подготовлены и успешно защищены по педагогическим проблемам 2 докторских и 21 кандидатская диссертации учителей-практиков и преподавателей вуза.
В 1991 году М. Н. Певзнер защитил кандидатскую диссертацию, досрочно окончив заочную аспирантуру на кафедре РГПУ им. А. И. Герцена по теме «Подготовка подростков к будущей семейной жизни», научная специальность 13.00.01 — общая педагогика, история педагогики и образования. 1992 г. присвоение ученого звания доцента.
В 1990-х на руководимой им кафедре занялись активным изучением теории и опыта гуманистического образования в Западной Европе и России. Эта работа вылилась в написание по заказу Министерства образования Российской Федерации в рамках федеральной программы «Развитие образования в России» учебно-методического комплекса «Альтернативные модели воспитания в сравнительной педагогике», где М. Н. Певзнер выступил в качестве редактора и одного из авторов. В дальнейшем фундаментальному осмыслению данной проблематики в историко-педагогическом ракурсе Михаил Наумович посвятил свою докторскую диссертацию.
В 1997 году защитил докторскую диссертацию по теме «Реформаторское движение в педагогике Западной Европы (конец XIX — нач. XX вв.)», научная специальность 13.00.01 — общая педагогика, история педагогики и образования, докторская диссертация носила сравнительный историко-педагогический характер. В 1998 году было присвоено учёное звание профессора.
Потом направления менялись от реформаторской педагогики к семейным проблемам, билингвальному образованию, поликультурному воспитанию, открытым образовательным системам, менеджменту, управлению образовательными системами, гражданскому воспитанию. Последние работы посвящены теме экстремизма в молодёжной среде.
Под руководством Михаила Певзнера в НовГУ работает основанная им научная школа по педагогике: развитие открытых образовательных систем в России и за рубежом (1997). Коллектив исследователей занимается изучением вопросов развития открытых образовательных систем, билингвального образования, корпоративной педагогики, образовательного менеджмента, менеджмента многообразия, сетевое взаимодействие вузов. М. Н. Певзнер осуществил теоретико-методологический анализ интернационализации как стратегии развития современной высшей школы в русле Болонского процесса, выделил её уровни, содержание и методы.

## Награды и членство
С 1998 года — членство в Международной Академии гуманизации образования (IAHE), с 2002 г. по настоящее время — вице-президент. С 2000 г. по настоящее время — действительный член Международной Академии наук педагогического образования (МАНПО).
М. Н. Певзнер имеет следующие награды и звания:
- Почетный знак «Отличник народного просвещения» (1984)
- Почетное звание «Заслуженный учитель Российской Федерации» (1997)
- Медаль К. Д. Ушинского (МО РФ, 2001)
- Лауреат Премии Правительства РФ в области образования (2002)[1]
- Лауреат Премии Министерства образования и науки Германии за особые заслуги в развитии международных связей в области высшего образования за 2002 год (2003)
- Медаль Ярослава Мудрого II степени (НовГУ, 2004)[2]
- Заслуженный работник Лодзинского технического Университета (Польша, 2008)
- Почетный доктор Университета г. Хильдесхайм (Германия, 2008)
- Почетное звание «Заслуженный работник высшей школы Российской Федерации» (16 декабря 2011) — за заслуги в научно-педагогической деятельности и большой вклад в подготовку квалифицированных специалистов[3]
- Медаль Минервы (Германия, 2012) почѐтный знак университета г. Хильдесхайма
- Почетное звание «Заслуженный работник НовГУ» (2012)[4]
- Почетное звание «Профессор года» (НовГУ, 2013)
- Медаль «За вклад в развитие земли Новгородской» (2016)
- Медаль Ярослава Мудрого I степени (НовГУ, 2021)

## Список публикаций
- Корпоративная педагогика: учебное пособие. / М. Н. Певзнер, П. А. Петряков, О. Грауманн. (Серия: Образовательный процесс) — 2-е изд., испр. и доп. — М.: Издательство Юрайт, 2017. — 470 с. — ISBN 978-5-534-01659-8
- Менеджмент многообразия: учебное пособие / М. Н. Певзнер, П. А. Петряков, И. А. Донина, В. В. Стадник, У. Альгермиссен ; Новгород. гос. ун-т им. Ярослава Мудрого. — Великий Новгород, 2017. — 451 с. — ISBN 978-5-89896-627-0
- Педагогическая метатеория управления многообразием. / М. Н. Певзнер, П. А. Петряков, Р. М. Шерайзина // Педагогика. — 2017. — Т.1. — № 5. — С. 34-40. — ISSN: 0869-561X
- Вузы Германии как гетерогенные организации: как управлять многообразием? / М. Н. Певзнер, П. А. Петряков // Вестник Новгородского государственного университета им. Ярослава Мудрого. — Великий Новгород: НовГУ, 2017. — № 4(102). − 2017. — С. 92-96. — ISSN 20768052
- Педагогика открытости и диалога культур. — Москва, 2000.
- Педагогическое образование в университете: контекстно-биографический подход. — Великий Новгород, 2001.
- Научно-методическое сопровождение персонала школы: педагогическое консультирование и супервизия. — Великий Новгород, 2002.
- Стратегический менеджмент вуза/ Под ред. А. Л. Гаврикова. — В.Новгород, 2003.
- Менеджмент средней и высшей школы: 100 новых понятий: Сравнительный словарь на русском и немецком языке. — Хильдесхайм, 2004.